# Negligé

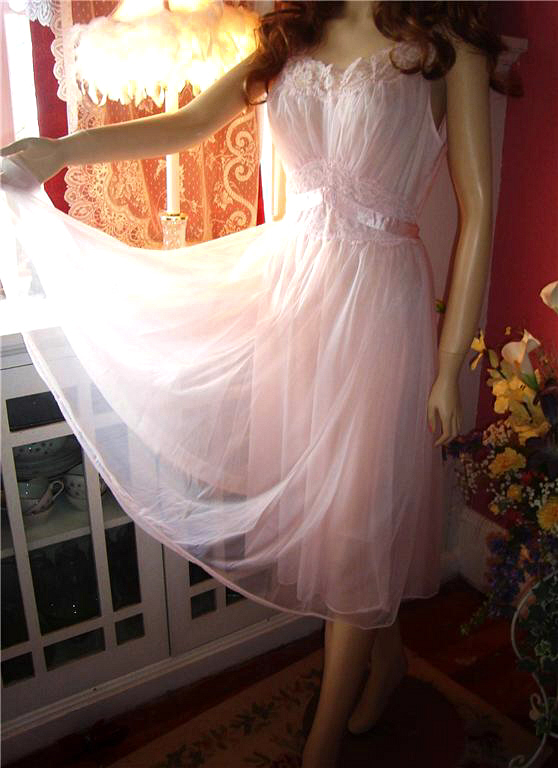
Un negligé en un maniquí.

El negligé, negligee o négligée (en francés: négligé /negliʒe/), también conocido en francés como déshabillé (/dezabije/ ), es una forma de ropa transparente para mujeres que consiste en una bata transparente, generalmente larga. Es una forma de camisón pensada para usar por la noche y en el dormitorio. Se introdujo en Francia en el siglo XVIII, donde imitaba el estilo pesado de la cabeza a los pies de los vestidos de día de la mujer de la época.
En la década de 1920, el negligé comenzó a imitar el vestido de noche de satén de una sola capa de las mujeres de la época. El término "negligé" se utilizó en una serie de estatuillas de cerámica de Royal Doulton en 1927, que mostraba a mujeres que vestían lo que parece ser una seda de una sola pieza hasta la rodilla o un slip de rayón, adornado con encaje. Aunque el estilo de los vestidos de noche de la ropa de dormir se movió hacia el estilo moderno de negligé — corpiños translúcidos, adornos de encaje, lazos, ejemplificados en 1941 por una foto de Rita Hayworth en Life — fue solo después de la Segunda Guerra Mundial cuando la ropa de dormir pasó de ser principalmente utilitaria a ser principalmente sensual o incluso erótica; el negligé emergió con fuerza como una forma de lencería .
Los negligés modernos suelen ser mucho más holgados y están hechos de telas transparentes y diáfanas y adornados con encaje u otro material fino y lazos. A menudo se utilizan varias capas de tela. La bata moderna, por lo tanto, tal vez deba más a las finas chaquetas de cama o capas de cama de las mujeres, y a los slips de alta gama que al camisón. Se extendió a un mercado masivo, beneficiándose de la introducción de telas sintéticas baratas como el nailon y sus sucesores más finos. Desde la década de los cuarenta hasta la de los setenta, la tendencia fue que los negligés fueran más cortos (por ejemplo, el babydoll de los setenta). Negligés fabricados desde la década de 1940 hasta la de 1970 son ahora artículos vintage coleccionables.
En el Reino Unido en 2004, los negligés representaron solo el cuatro por ciento de las ventas de ropa de dormir para mujeres, habiendo dominado los pijamas de mujeres desde mediados de la década de 1980. Sin embargo, se dice que las ventas de batas en el Reino Unido han sido el sector del mercado de más rápido crecimiento desde 1998.